# Comté de Vihiga
Le comté de Vihiga est le moins étendu des quatre comtés de l'ancienne province occidentale au Kenya. Il est peuplé, en majorité, par des Luhya-Maragoli et par des Luo. Son chef-lieu est Vihiga et est traversé par la ligne équinoxiale.

## Histoire
C'est le 4 août 2010, par l'adoption par les Kényans de la nouvelle Constitution, qu'est créé le comté. Cependant, il faut attendre le 28 mars 2013 pour la pérennisation de ses pouvoirs législatifs et exécutifs.

## Géographie et géologie
Le comté est bordé à l'ouest par le comté de Siaya, au nord par le comté de Kakamega, à l'est par le comté de Nandi et au sud par le comté de Kisumu.

Le point culminant se trouve pratiquement sur la ligne équinoxiale dans la forêt de Maragoli à 1 828 m (0° 00′ 02″ S, 34° 40′ 10″ E) tandis que le moins élevé est le point le plus austral du comté à 1 308 m d'altitude (0° 03′ 49″ S, 34° 32′ 52″ E).

## Population
La superficie totale est de 530,9 km2. Cette surface pour 554 622 habitants donne une densité réelle de peuplement de 1 045 hab./km2. Lors du dernier recensement national de 2009, cette population était composée de 123 347 familles, soit une moyenne de 4,50 personnes par famille et constituée par 262 716 personnes de sexe masculin et 291 906 personnes de sexe féminin.

## Situation sanitaire
Le comté possède un hôpital public à Maragoli, 30 dispensaires, 22 centres de santé de proximité, 19 cliniques privées et 2 maternités. 11 médecins sont actifs, soit un pour 50 000 habitants.

La mortalité infantile est de l'ordre de 120 pour 1 000 naissances tandis que la mortalité juvénile est de 100 pour 1 000. Les principales maladies rencontrées sont le paludisme et les affections des voies respiratoires avec, en tête, la pneumonie. 

## Enseignement
C'est à Kamosi que se trouve la plus ancienne école primaire pour les Africains du Kenya, la Friends School Kaimosi. Elle fut fondée en 1903 par des quakers venus d'Afrique du Sud.
Selon le rapport annuel Statistical Abstract 2010 édité par le Kenya National Bureau of Statistics (KNBS),  (ISBN 9966-767-24-X) et concernant l'année 2009, le comté compte :
- 188 879 enfants scolarisés dans 396 écoles de l'enseignement primaire avec un ratio, dans les écoles publiques, de 1 instituteur pour 45 élèves ;
- 36 413 étudiants dans 117 établissements de l'enseignement secondaire avec un ratio, dans les écoles publiques, de 1 professeur pour 31 étudiants.

## Économie
Les principales activités sont agricoles avec la culture du théier, du maïs, du millet, du manioc et l'élevage de vaches laitières. Les ressources naturelles sont constituées par l'exploitation de la forêt et de carrières. Le comté compte quatre banques commerciales et une institution de microcrédit.

L'indice de pauvreté, aussi bien en milieu urbain que rural, est de 62 % et le ratio de dépendance économique est 100 dépendants pour 102 productifs.

## Structure sociétale

### Structure exécutive et législative
Depuis le 28 mars 2013, et consécutivement aux élections générales du 4 mars 2013, le comté (County), comme tous les autres comtés du Kenya, est semi-autonome par rapport au gouvernement central. L'entité peut lever des impôts ou adopter des règlements locaux (par ex. : urbanisme, police) ainsi que gérer les ressources naturelles, humaines et les infrastructures pour autant que la décision ne soit pas contraire ni à la Constitution ni aux Lois de l'État. L'autorité exécutive du comté est responsable des moyens qui lui sont apportés par l'exécutif national.

L'autorité exécutive comporte un gouverneur, un vice-gouverneur et dix autres membres. Le gouverneur actuel est Moses Akaranga (PPK)

L'assemblée locale est constituée de 43 élus (un par Ward, « autorité locale ») auxquels il faut ajouter le Président ex officio de l'assemblée locale (Chairman of the County Cuncil).

### Structure administrative
Le comté est divisé en cinq districts (wilaya) eux-mêmes partagés en divisions administratives (tarafa), elles-mêmes divisées en localités (Mtaa) et, enfin, ces dernières en quartiers (Kijiji) :
- district de Emuhaya, chef-lieu Emuhaya ;
- district de Hamisi, chef-lieu Hamisi ;
- district de Luanda, chef-lieu Luanda ;
- district de Sabatia, chef-lieu Sabatia ;
- district de Vihiga, chef-lieu Vihiga.

Depuis les élections générales du 4 mars 2013, les districts ne sont plus gérés par l'exécutif national mais bien par l'exécutif local du comté.

### Structure électorale
Le comté est constitué de cinq circonscriptions électorales (Constituencies), territorialement équivalentes aux districts. Chaque circonscription est représentée par un député (Member of Parliament ou MP) à l'Assemblée nationale qui compte actuellement 351 membres. Contrairement à d'autres comtés, celui de Vihiga a conservé, en 2013, ses cinq circonscriptions.
Durant l'élection législative du 4 mars 2013, les électeurs du comté ont aussi, pour la première fois, élu leur représentant au Sénat. Celui-ci est George Kaniri (UDF).

### Localités et autres lieux du comté
- rivière Yala.

### Personnalités liées au comté
- Daudi Kabaka, chanteur-compositeur éclectique. Un des premiers à avoir introduit le twist en Afrique de l'Est ;
- Florida Karani, chancelière de l'université de Maseno et première femme à avoir occupé un tel poste au Kenya. Elle fut aussi la vice-présidente de la Collin MacKay Education Commission qui instaura le système éducatif kényan 8-4-4 ;
- Kenneth Marende, président de l'Assemblée nationale pendant la 10e législature ;
- Arthur Okwemba, fut le premier médecin africain du Kenya.